# 2007年のワールドシリーズ
2007年の野球において、メジャーリーグベースボール（MLB）優勝決定戦の第103回ワールドシリーズ（英語: 103rd World Series）は、10月24日から28日にかけて計4試合が開催された。その結果、ボストン・レッドソックス（アメリカンリーグ）がコロラド・ロッキーズ（ナショナルリーグ）を4勝0敗で下し、3年ぶり7回目の優勝を果たした。
レッドソックスは前回出場の2004年に続き、今回も初戦から4連勝の "スウィープ" で優勝した。シリーズ通算8連勝は歴代5位の記録である。また、今シリーズ4試合の合計得失点差19は、1989年のワールドシリーズ（18）を上回り、ポストシーズンのスウィープにおける史上最大記録を更新した。コロラド州でのワールドシリーズ開催は初めてだったが、地元のロッキーズは1勝も挙げることができなかった。シリーズMVPには、第2戦の5回裏に決勝の適時二塁打を放つなど、4試合で打率.400・1本塁打・4打点・OPS 1.300という成績を残したレッドソックスのマイク・ローウェルが選出された。
ワールドシリーズは1985年から2006年までの22年間、1990年を除く20回で開幕を土曜日にしていた。それが今回から変更され、水曜日開幕に改められた。これは、アメリカ合衆国のテレビ業界においては土曜日よりも週半ばのほうが高視聴率を見込めるうえ、土曜日と同じく視聴率が低くなりがちな金曜日を避けることができるためである。

## ワールドシリーズまでの道のり

### 両チームの2007年
10月15日にまずナショナルリーグでロッキーズ（西地区）が、そして21日にはアメリカンリーグでレッドソックス（東地区）が、それぞれリーグ優勝を決めてワールドシリーズへ駒を進めた。

### ホームフィールド・アドバンテージ
7月10日にカリフォルニア州サンフランシスコのAT&Tパークで開催されたオールスターゲームは、アメリカンリーグがナショナルリーグに5－4で勝利した。この結果、ワールドシリーズの第1・2・6・7戦を本拠地で開催できる "ホームフィールド・アドバンテージ" は、アメリカンリーグ優勝チームに与えられることになった。このオールスターには、ロッキーズからは投手はブライアン・フエンテス、野手はマット・ホリデイが選出された。一方のレッドソックスからは、投手はジョシュ・ベケットと岡島秀樹、ジョナサン・パペルボンの3人、野手はデビッド・オルティーズとマイク・ローウェル、マニー・ラミレスの3人が名を連ねた。試合では、お互いのチームの選手どうしの対戦はなかった。

### ロッキーズのチケット販売トラブル
ロッキーズの本拠地クアーズ・フィールドでは第3〜5戦が開催されることになった。3試合合計で約6万枚のチケットが22日からインターネット販売にかけられたが、販売開始から90分で850万アクセスが集中したためシステム障害が発生し、チケットが数百枚売れたところで停止に追い込まれるトラブルが発生した。MLBアドバンストメディアの最高経営責任者（CEO）ボブ・ボウマンによると、ボットによる買い占めを阻止するためCAPTCHAを導入したところ、購入こそ防げたものの認証試行そのものを弾くようには設定されていなかったため、過度のアクセス集中が発生したという。販売システムの運用を球団から請け負っていたのは、カリフォルニア州アーバインに本拠を置くPaciolan社である。同社はロッキーズ以外にも複数のMLB球団を顧客としており、前年のナショナルリーグ地区シリーズでは最高で1分あたり817枚のチケット販売に同社のシステムが耐えた、とプレスリリースで発表している。同社CEOデーブ・バトラーは、今回のトラブルについて「ロッキーズ側の過失ではありません。我々は全力を挙げて解決に取り組んでいます」と述べた。
翌23日にインターネット販売が再開されると、5万枚以上のチケットが2時間半ほどで売れていき、今度は大きなトラブルもなく完売した。クアーズ・フィールドの収容人数は約5万人のため、今シリーズ3試合で約15万人の動員が見込まれる。そのうち1試合あたり約3万枚、3試合合計で約9万枚のチケットは、シーズンシート保有者や両球団およびMLB機構の関係者などに割り当てられていた。残り約6万枚の販売方法をインターネットに限定したことについて、ロッキーズのファンからは「入手の機会を他都市や海外の人間と平等にするなんて、地元のファンを蔑ろにしている」と不満の声も挙がった。実際にレッドソックスの地元ニューイングランド地方では、本拠地フェンウェイ・パークのチケットを買うよりも、コロラド州デンバーへの交通費と現地宿泊料金、そしてクアーズ・フィールドのチケット代を合わせたほうが安上がりになるため、一部のファンが敵地チケットの購入に乗り出していた。クアーズ・フィールドのチケット売り場ではこの日、球団が方針を転換して窓口販売を始める可能性に備え、待機するファンの姿があった。
ロッキーズ球団社長ケリー・マクレガーは「我々のウェブサイト、もっと言えば我々のファンも我々自体も、外部からの悪意ある攻撃の被害者だ」と話した。この件について27日、連邦捜査局 (FBI) が捜査を開始した。FBI長官ロバート・モラーは11月、ペンシルベニア州立大学での講演で「コンピューターテクノロジーへの我々の依存ぶりと、サイバー攻撃の深刻さを際立たせた一件」としてこのトラブルに言及した。ただ、マカフィーの研究者デーブ・マーカスは「私ならこれを『悪意ある』とは表現しません。ひとりあたりの購入制限枚数を超えてチケットを手に入れようとした誰かが、その手続きを自動化させただけのことです」と、Paciolanのコンフィギュレーションに問題があると指摘した。

## 両チームの過去の対戦
1997年から始まったレギュラーシーズン中のインターリーグでは、これまで2002年・2004年・2007年にそれぞれ3試合ずつ、計9試合が行われ、ロッキーズが5勝4敗で勝ち越している。直近の対戦は、この年の6月12日から14日にかけて組まれたレッドソックスの本拠地フェンウェイ・パークでの3連戦で、ロッキーズの2勝1敗だった。この3連戦最終戦では、ロッキーズ打線がレッドソックスの先発投手ジョシュ・ベケットを5回6失点と打ち崩し、彼にシーズン初黒星をつけている。このことについて、ロッキーズのトロイ・トゥロウィツキーは「うちの打線がベケット相手でも打てるのはわかったけど、ワールドシリーズはレギュラーシーズンとはまた別物だから」と話した。

## 試合結果
2007年のワールドシリーズは10月24日に開幕し、途中に移動日を挟んで5日間で4試合が行われた。日程・結果は以下の通り。
| 日付                                                    | 試合  | ビジター球団（先攻）     | スコア | ホーム球団（後攻）       | 開催球場             | 開催球場                                 |
| ------------------------------------------------------- | ----- | ------------------------ | ------ | ------------------------ | -------------------- | ---------------------------------------- |
| 10月24日（水）                                          | 第1戦 | コロラド・ロッキーズ     | 1－13  | ボストン・レッドソックス | フェンウェイ・パーク | フェンウェイ・パーククアーズ・フィールド |
| 10月25日（木）                                          | 第2戦 | コロラド・ロッキーズ     | 1－2   | ボストン・レッドソックス | フェンウェイ・パーク | フェンウェイ・パーククアーズ・フィールド |
| 10月26日（金）                                          |       | 移動日                   | 移動日 | 移動日                   |                      | フェンウェイ・パーククアーズ・フィールド |
| 10月27日（土）                                          | 第3戦 | ボストン・レッドソックス | 10－5  | コロラド・ロッキーズ     | クアーズ・フィールド | フェンウェイ・パーククアーズ・フィールド |
| 10月28日（日）                                          | 第4戦 | ボストン・レッドソックス | 4－3   | コロラド・ロッキーズ     | クアーズ・フィールド | フェンウェイ・パーククアーズ・フィールド |
| 優勝：ボストン・レッドソックス（4勝0敗 / 3年ぶり7度目） |       |                          |        |                          |                      | フェンウェイ・パーククアーズ・フィールド |

### 第1戦 10月24日
- フェンウェイ・パーク（マサチューセッツ州ボストン）

|                          | 1 | 2 | 3 | 4 | 5 | 6 | 7 | 8 | 9 | R  | H  | E |
| ------------------------ | - | - | - | - | - | - | - | - | - | -- | -- | - |
| コロラド・ロッキーズ     | 0 | 1 | 0 | 0 | 0 | 0 | 0 | 0 | 0 | 1  | 6  | 0 |
| ボストン・レッドソックス | 3 | 1 | 0 | 2 | 7 | 0 | 0 | 0 | X | 13 | 17 | 0 |

1. 勝利：ジョシュ・ベケット（1勝）
2. 敗戦：ジェフ・フランシス（1敗）
3. 本塁打
BOS：ダスティン・ペドロイア1号ソロ
4. 審判
［球審］エド・モンタギュー
［塁審］一塁: ラス・ディアス、二塁: テッド・バレット、三塁: チャック・メリウェザー
［外審］左翼: マイク・エベリット、右翼: マイク・ライリー
5. 試合開始時刻: 東部夏時間（UTC-4）午後8時37分  試合時間: 3時間30分  観客: 3万6733人  気温: 55°F（12.8°C）
詳細: MLB.com Gameday / ESPN.com / Baseball-Reference.com / Fangraphs

| コロラド・ロッキーズ | コロラド・ロッキーズ | コロラド・ロッキーズ | コロラド・ロッキーズ | コロラド・ロッキーズ | ボストン・レッドソックス | ボストン・レッドソックス | ボストン・レッドソックス | ボストン・レッドソックス | ボストン・レッドソックス |
| -------------------- | -------------------- | -------------------- | -------------------- | --- | ------------------------ | ------------------------ | ------------------------ | ------------------------ | --- |
| 打順                 | 守備                 | 選手                 | 打席                 | J・フランシスY・トレアルバT・ヘルトン松井稼頭央G・アトキンスT・トゥロ · ウィツキーM・ホリデイW・タベラスB・ホープR・スピル · ボーグス | 打順                     | 守備                     | 選手                     | 打席                     | J・ベケットJ・バリテックK・ユーキリスD・ペドロイアM・ローウェルJ・ルーゴM・ラミレスJ・エルズベリーJ・ドリューD・オルティーズ |
| 1                    | 中                   | W・タベラス          | 右                   | J・フランシスY・トレアルバT・ヘルトン松井稼頭央G・アトキンスT・トゥロ · ウィツキーM・ホリデイW・タベラスB・ホープR・スピル · ボーグス | 1                        | 二                       | D・ペドロイア            | 右                       | J・ベケットJ・バリテックK・ユーキリスD・ペドロイアM・ローウェルJ・ルーゴM・ラミレスJ・エルズベリーJ・ドリューD・オルティーズ |
| 2                    | 二                   | 松井稼頭央           | 両                   | J・フランシスY・トレアルバT・ヘルトン松井稼頭央G・アトキンスT・トゥロ · ウィツキーM・ホリデイW・タベラスB・ホープR・スピル · ボーグス | 2                        | 一                       | K・ユーキリス            | 右                       | J・ベケットJ・バリテックK・ユーキリスD・ペドロイアM・ローウェルJ・ルーゴM・ラミレスJ・エルズベリーJ・ドリューD・オルティーズ |
| 3                    | 左                   | M・ホリデイ          | 右                   | J・フランシスY・トレアルバT・ヘルトン松井稼頭央G・アトキンスT・トゥロ · ウィツキーM・ホリデイW・タベラスB・ホープR・スピル · ボーグス | 3                        | DH                       | D・オルティーズ          | 左                       | J・ベケットJ・バリテックK・ユーキリスD・ペドロイアM・ローウェルJ・ルーゴM・ラミレスJ・エルズベリーJ・ドリューD・オルティーズ |
| 4                    | 一                   | T・ヘルトン          | 左                   | J・フランシスY・トレアルバT・ヘルトン松井稼頭央G・アトキンスT・トゥロ · ウィツキーM・ホリデイW・タベラスB・ホープR・スピル · ボーグス | 4                        | 左                       | M・ラミレス              | 右                       | J・ベケットJ・バリテックK・ユーキリスD・ペドロイアM・ローウェルJ・ルーゴM・ラミレスJ・エルズベリーJ・ドリューD・オルティーズ |
| 5                    | 三                   | G・アトキンス        | 右                   | J・フランシスY・トレアルバT・ヘルトン松井稼頭央G・アトキンスT・トゥロ · ウィツキーM・ホリデイW・タベラスB・ホープR・スピル · ボーグス | 5                        | 三                       | M・ローウェル            | 右                       | J・ベケットJ・バリテックK・ユーキリスD・ペドロイアM・ローウェルJ・ルーゴM・ラミレスJ・エルズベリーJ・ドリューD・オルティーズ |
| 6                    | 右                   | B・ホープ            | 左                   | J・フランシスY・トレアルバT・ヘルトン松井稼頭央G・アトキンスT・トゥロ · ウィツキーM・ホリデイW・タベラスB・ホープR・スピル · ボーグス | 6                        | 捕                       | J・バリテック            | 両                       | J・ベケットJ・バリテックK・ユーキリスD・ペドロイアM・ローウェルJ・ルーゴM・ラミレスJ・エルズベリーJ・ドリューD・オルティーズ |
| 7                    | 遊                   | T・トゥロウィツキー  | 右                   | J・フランシスY・トレアルバT・ヘルトン松井稼頭央G・アトキンスT・トゥロ · ウィツキーM・ホリデイW・タベラスB・ホープR・スピル · ボーグス | 7                        | 右                       | J・ドリュー              | 左                       | J・ベケットJ・バリテックK・ユーキリスD・ペドロイアM・ローウェルJ・ルーゴM・ラミレスJ・エルズベリーJ・ドリューD・オルティーズ |
| 8                    | 捕                   | Y・トレアルバ        | 右                   | J・フランシスY・トレアルバT・ヘルトン松井稼頭央G・アトキンスT・トゥロ · ウィツキーM・ホリデイW・タベラスB・ホープR・スピル · ボーグス | 8                        | 遊                       | J・ルーゴ                | 右                       | J・ベケットJ・バリテックK・ユーキリスD・ペドロイアM・ローウェルJ・ルーゴM・ラミレスJ・エルズベリーJ・ドリューD・オルティーズ |
| 9                    | DH                   | R・スピルボーグス    | 右                   | J・フランシスY・トレアルバT・ヘルトン松井稼頭央G・アトキンスT・トゥロ · ウィツキーM・ホリデイW・タベラスB・ホープR・スピル · ボーグス | 9                        | 中                       | J・エルズベリー          | 左                       | J・ベケットJ・バリテックK・ユーキリスD・ペドロイアM・ローウェルJ・ルーゴM・ラミレスJ・エルズベリーJ・ドリューD・オルティーズ |
| 先発投手             | 先発投手             | 先発投手             | 投球                 | J・フランシスY・トレアルバT・ヘルトン松井稼頭央G・アトキンスT・トゥロ · ウィツキーM・ホリデイW・タベラスB・ホープR・スピル · ボーグス | 先発投手                 | 先発投手                 | 先発投手                 | 投球                     | J・ベケットJ・バリテックK・ユーキリスD・ペドロイアM・ローウェルJ・ルーゴM・ラミレスJ・エルズベリーJ・ドリューD・オルティーズ |
| J・フランシス        | J・フランシス        | J・フランシス        | 左                   | J・フランシスY・トレアルバT・ヘルトン松井稼頭央G・アトキンスT・トゥロ · ウィツキーM・ホリデイW・タベラスB・ホープR・スピル · ボーグス | J・ベケット              | J・ベケット              | J・ベケット              | 右                       | J・ベケットJ・バリテックK・ユーキリスD・ペドロイアM・ローウェルJ・ルーゴM・ラミレスJ・エルズベリーJ・ドリューD・オルティーズ |

### 第2戦 10月25日
- フェンウェイ・パーク（マサチューセッツ州ボストン）

|                          | 1 | 2 | 3 | 4 | 5 | 6 | 7 | 8 | 9 | R | H | E |
| ------------------------ | - | - | - | - | - | - | - | - | - | - | - | - |
| コロラド・ロッキーズ     | 1 | 0 | 0 | 0 | 0 | 0 | 0 | 0 | 0 | 1 | 5 | 0 |
| ボストン・レッドソックス | 0 | 0 | 0 | 1 | 1 | 0 | 0 | 0 | X | 2 | 6 | 1 |

1. 勝利：カート・シリング（1勝）
2. セーブ：ジョナサン・パペルボン（1S）
3. 敗戦：ウバルド・ヒメネス（1敗）
4. 審判
［球審］ラス・ディアス
［塁審］一塁: テッド・バレット、二塁: チャック・メリウェザー、三塁: マイク・エベリット
［外審］左翼: マイク・ライリー、右翼: エド・モンタギュー
5. 試合開始時刻: 東部夏時間（UTC-4）午後8時30分  試合時間: 3時間39分  観客: 3万6370人  気温: 48°F（8.9°C）
詳細: MLB.com Gameday / ESPN.com / Baseball-Reference.com / Fangraphs

| コロラド・ロッキーズ | コロラド・ロッキーズ | コロラド・ロッキーズ | コロラド・ロッキーズ | コロラド・ロッキーズ | ボストン・レッドソックス | ボストン・レッドソックス | ボストン・レッドソックス | ボストン・レッドソックス | ボストン・レッドソックス |
| -------------------- | -------------------- | -------------------- | -------------------- | --- | ------------------------ | ------------------------ | ------------------------ | ------------------------ | --- |
| 打順                 | 守備                 | 選手                 | 打席                 | U・ヒメネスY・トレアルバT・ヘルトン松井稼頭央G・アトキンスT・トゥロ · ウィツキーM・ホリデイW・タベラスB・ホープR・スピル · ボーグス | 打順                     | 守備                     | 選手                     | 打席                     | C・シリングJ・バリテックK・ユーキリスD・ペドロイアM・ローウェルJ・ルーゴM・ラミレスJ・エルズベリーJ・ドリューD・オルティーズ |
| 1                    | 中                   | W・タベラス          | 右                   | U・ヒメネスY・トレアルバT・ヘルトン松井稼頭央G・アトキンスT・トゥロ · ウィツキーM・ホリデイW・タベラスB・ホープR・スピル · ボーグス | 1                        | 二                       | D・ペドロイア            | 右                       | C・シリングJ・バリテックK・ユーキリスD・ペドロイアM・ローウェルJ・ルーゴM・ラミレスJ・エルズベリーJ・ドリューD・オルティーズ |
| 2                    | 二                   | 松井稼頭央           | 両                   | U・ヒメネスY・トレアルバT・ヘルトン松井稼頭央G・アトキンスT・トゥロ · ウィツキーM・ホリデイW・タベラスB・ホープR・スピル · ボーグス | 2                        | 一                       | K・ユーキリス            | 右                       | C・シリングJ・バリテックK・ユーキリスD・ペドロイアM・ローウェルJ・ルーゴM・ラミレスJ・エルズベリーJ・ドリューD・オルティーズ |
| 3                    | 左                   | M・ホリデイ          | 右                   | U・ヒメネスY・トレアルバT・ヘルトン松井稼頭央G・アトキンスT・トゥロ · ウィツキーM・ホリデイW・タベラスB・ホープR・スピル · ボーグス | 3                        | DH                       | D・オルティーズ          | 左                       | C・シリングJ・バリテックK・ユーキリスD・ペドロイアM・ローウェルJ・ルーゴM・ラミレスJ・エルズベリーJ・ドリューD・オルティーズ |
| 4                    | 一                   | T・ヘルトン          | 左                   | U・ヒメネスY・トレアルバT・ヘルトン松井稼頭央G・アトキンスT・トゥロ · ウィツキーM・ホリデイW・タベラスB・ホープR・スピル · ボーグス | 4                        | 左                       | M・ラミレス              | 右                       | C・シリングJ・バリテックK・ユーキリスD・ペドロイアM・ローウェルJ・ルーゴM・ラミレスJ・エルズベリーJ・ドリューD・オルティーズ |
| 5                    | 三                   | G・アトキンス        | 右                   | U・ヒメネスY・トレアルバT・ヘルトン松井稼頭央G・アトキンスT・トゥロ · ウィツキーM・ホリデイW・タベラスB・ホープR・スピル · ボーグス | 5                        | 三                       | M・ローウェル            | 右                       | C・シリングJ・バリテックK・ユーキリスD・ペドロイアM・ローウェルJ・ルーゴM・ラミレスJ・エルズベリーJ・ドリューD・オルティーズ |
| 6                    | 右                   | B・ホープ            | 左                   | U・ヒメネスY・トレアルバT・ヘルトン松井稼頭央G・アトキンスT・トゥロ · ウィツキーM・ホリデイW・タベラスB・ホープR・スピル · ボーグス | 6                        | 右                       | J・ドリュー              | 左                       | C・シリングJ・バリテックK・ユーキリスD・ペドロイアM・ローウェルJ・ルーゴM・ラミレスJ・エルズベリーJ・ドリューD・オルティーズ |
| 7                    | 遊                   | T・トゥロウィツキー  | 右                   | U・ヒメネスY・トレアルバT・ヘルトン松井稼頭央G・アトキンスT・トゥロ · ウィツキーM・ホリデイW・タベラスB・ホープR・スピル · ボーグス | 7                        | 捕                       | J・バリテック            | 両                       | C・シリングJ・バリテックK・ユーキリスD・ペドロイアM・ローウェルJ・ルーゴM・ラミレスJ・エルズベリーJ・ドリューD・オルティーズ |
| 8                    | 捕                   | Y・トレアルバ        | 右                   | U・ヒメネスY・トレアルバT・ヘルトン松井稼頭央G・アトキンスT・トゥロ · ウィツキーM・ホリデイW・タベラスB・ホープR・スピル · ボーグス | 8                        | 中                       | J・エルズベリー          | 左                       | C・シリングJ・バリテックK・ユーキリスD・ペドロイアM・ローウェルJ・ルーゴM・ラミレスJ・エルズベリーJ・ドリューD・オルティーズ |
| 9                    | DH                   | R・スピルボーグス    | 右                   | U・ヒメネスY・トレアルバT・ヘルトン松井稼頭央G・アトキンスT・トゥロ · ウィツキーM・ホリデイW・タベラスB・ホープR・スピル · ボーグス | 9                        | 遊                       | J・ルーゴ                | 右                       | C・シリングJ・バリテックK・ユーキリスD・ペドロイアM・ローウェルJ・ルーゴM・ラミレスJ・エルズベリーJ・ドリューD・オルティーズ |
| 先発投手             | 先発投手             | 先発投手             | 投球                 | U・ヒメネスY・トレアルバT・ヘルトン松井稼頭央G・アトキンスT・トゥロ · ウィツキーM・ホリデイW・タベラスB・ホープR・スピル · ボーグス | 先発投手                 | 先発投手                 | 先発投手                 | 投球                     | C・シリングJ・バリテックK・ユーキリスD・ペドロイアM・ローウェルJ・ルーゴM・ラミレスJ・エルズベリーJ・ドリューD・オルティーズ |
| U・ヒメネス          | U・ヒメネス          | U・ヒメネス          | 右                   | U・ヒメネスY・トレアルバT・ヘルトン松井稼頭央G・アトキンスT・トゥロ · ウィツキーM・ホリデイW・タベラスB・ホープR・スピル · ボーグス | C・シリング              | C・シリング              | C・シリング              | 右                       | C・シリングJ・バリテックK・ユーキリスD・ペドロイアM・ローウェルJ・ルーゴM・ラミレスJ・エルズベリーJ・ドリューD・オルティーズ |

### 第3戦 10月27日
- クアーズ・フィールド（コロラド州デンバー）

|                          | 1 | 2 | 3 | 4 | 5 | 6 | 7 | 8 | 9 | R  | H  | E |
| ------------------------ | - | - | - | - | - | - | - | - | - | -- | -- | - |
| ボストン・レッドソックス | 0 | 0 | 6 | 0 | 0 | 0 | 0 | 3 | 1 | 10 | 15 | 1 |
| コロラド・ロッキーズ     | 0 | 0 | 0 | 0 | 0 | 2 | 3 | 0 | 0 | 5  | 11 | 0 |

1. 勝利：松坂大輔（1勝）
2. セーブ：ジョナサン・パペルボン（2S）
3. 敗戦：ジョシュ・フォッグ（1敗）
4. 本塁打
COL：マット・ホリデイ1号3ラン
5. 審判
［球審］テッド・バレット
［塁審］一塁: チャック・メリウェザー、二塁: マイク・エベリット、三塁: マイク・ライリー
［外審］左翼: エド・モンタギュー、右翼: ラス・ディアス
6. 試合開始時刻: 山岳部夏時間（UTC-6）午後6時36分  試合時間: 4時間19分  観客: 4万9983人  気温: 45°F（7.2°C）
詳細: MLB.com Gameday / ESPN.com / Baseball-Reference.com / Fangraphs

| ボストン・レッドソックス | ボストン・レッドソックス | ボストン・レッドソックス | ボストン・レッドソックス | ボストン・レッドソックス                                                                                                | コロラド・ロッキーズ | コロラド・ロッキーズ | コロラド・ロッキーズ | コロラド・ロッキーズ | コロラド・ロッキーズ |
| ------------------------ | ------------------------ | ------------------------ | ------------------------ | --- | -------------------- | -------------------- | -------------------- | -------------------- | --- |
| 打順                     | 守備                     | 選手                     | 打席                     | 松坂大輔J・バリテックD・オル · ティーズD・ペドロイアM・ローウェルJ・ルーゴM・ラミレスJ・エルズベリーJ・ドリュー（なし） | 打順                 | 守備                 | 選手                 | 打席                 | J・フォッグY・トレアルバT・ヘルトン松井稼頭央G・アトキンスT・トゥロ · ウィツキーM・ホリデイC・サリバンB・ホープ（なし） |
| 1                        | 中                       | J・エルズベリー          | 左                       | 松坂大輔J・バリテックD・オル · ティーズD・ペドロイアM・ローウェルJ・ルーゴM・ラミレスJ・エルズベリーJ・ドリュー（なし） | 1                    | 二                   | 松井稼頭央           | 両                   | J・フォッグY・トレアルバT・ヘルトン松井稼頭央G・アトキンスT・トゥロ · ウィツキーM・ホリデイC・サリバンB・ホープ（なし） |
| 2                        | 二                       | D・ペドロイア            | 右                       | 松坂大輔J・バリテックD・オル · ティーズD・ペドロイアM・ローウェルJ・ルーゴM・ラミレスJ・エルズベリーJ・ドリュー（なし） | 2                    | 遊                   | T・トゥロウィツキー  | 右                   | J・フォッグY・トレアルバT・ヘルトン松井稼頭央G・アトキンスT・トゥロ · ウィツキーM・ホリデイC・サリバンB・ホープ（なし） |
| 3                        | 一                       | D・オルティーズ          | 左                       | 松坂大輔J・バリテックD・オル · ティーズD・ペドロイアM・ローウェルJ・ルーゴM・ラミレスJ・エルズベリーJ・ドリュー（なし） | 3                    | 左                   | M・ホリデイ          | 右                   | J・フォッグY・トレアルバT・ヘルトン松井稼頭央G・アトキンスT・トゥロ · ウィツキーM・ホリデイC・サリバンB・ホープ（なし） |
| 4                        | 左                       | M・ラミレス              | 右                       | 松坂大輔J・バリテックD・オル · ティーズD・ペドロイアM・ローウェルJ・ルーゴM・ラミレスJ・エルズベリーJ・ドリュー（なし） | 4                    | 一                   | T・ヘルトン          | 左                   | J・フォッグY・トレアルバT・ヘルトン松井稼頭央G・アトキンスT・トゥロ · ウィツキーM・ホリデイC・サリバンB・ホープ（なし） |
| 5                        | 三                       | M・ローウェル            | 右                       | 松坂大輔J・バリテックD・オル · ティーズD・ペドロイアM・ローウェルJ・ルーゴM・ラミレスJ・エルズベリーJ・ドリュー（なし） | 5                    | 三                   | G・アトキンス        | 右                   | J・フォッグY・トレアルバT・ヘルトン松井稼頭央G・アトキンスT・トゥロ · ウィツキーM・ホリデイC・サリバンB・ホープ（なし） |
| 6                        | 右                       | J・ドリュー              | 左                       | 松坂大輔J・バリテックD・オル · ティーズD・ペドロイアM・ローウェルJ・ルーゴM・ラミレスJ・エルズベリーJ・ドリュー（なし） | 6                    | 右                   | B・ホープ            | 左                   | J・フォッグY・トレアルバT・ヘルトン松井稼頭央G・アトキンスT・トゥロ · ウィツキーM・ホリデイC・サリバンB・ホープ（なし） |
| 7                        | 捕                       | J・バリテック            | 両                       | 松坂大輔J・バリテックD・オル · ティーズD・ペドロイアM・ローウェルJ・ルーゴM・ラミレスJ・エルズベリーJ・ドリュー（なし） | 7                    | 捕                   | Y・トレアルバ        | 右                   | J・フォッグY・トレアルバT・ヘルトン松井稼頭央G・アトキンスT・トゥロ · ウィツキーM・ホリデイC・サリバンB・ホープ（なし） |
| 8                        | 遊                       | J・ルーゴ                | 右                       | 松坂大輔J・バリテックD・オル · ティーズD・ペドロイアM・ローウェルJ・ルーゴM・ラミレスJ・エルズベリーJ・ドリュー（なし） | 8                    | 中                   | C・サリバン          | 左                   | J・フォッグY・トレアルバT・ヘルトン松井稼頭央G・アトキンスT・トゥロ · ウィツキーM・ホリデイC・サリバンB・ホープ（なし） |
| 9                        | 投                       | 松坂大輔                 | 右                       | 松坂大輔J・バリテックD・オル · ティーズD・ペドロイアM・ローウェルJ・ルーゴM・ラミレスJ・エルズベリーJ・ドリュー（なし） | 9                    | 投                   | J・フォッグ          | 右                   | J・フォッグY・トレアルバT・ヘルトン松井稼頭央G・アトキンスT・トゥロ · ウィツキーM・ホリデイC・サリバンB・ホープ（なし） |
| 先発投手                 | 先発投手                 | 先発投手                 | 投球                     | 松坂大輔J・バリテックD・オル · ティーズD・ペドロイアM・ローウェルJ・ルーゴM・ラミレスJ・エルズベリーJ・ドリュー（なし） | 先発投手             | 先発投手             | 先発投手             | 投球                 | J・フォッグY・トレアルバT・ヘルトン松井稼頭央G・アトキンスT・トゥロ · ウィツキーM・ホリデイC・サリバンB・ホープ（なし） |
| 松坂大輔                 | 松坂大輔                 | 松坂大輔                 | 右                       | 松坂大輔J・バリテックD・オル · ティーズD・ペドロイアM・ローウェルJ・ルーゴM・ラミレスJ・エルズベリーJ・ドリュー（なし） | J・フォッグ          | J・フォッグ          | J・フォッグ          | 右                   | J・フォッグY・トレアルバT・ヘルトン松井稼頭央G・アトキンスT・トゥロ · ウィツキーM・ホリデイC・サリバンB・ホープ（なし） |

### 第4戦 10月28日
- クアーズ・フィールド（コロラド州デンバー）

|                          | 1 | 2 | 3 | 4 | 5 | 6 | 7 | 8 | 9 | R | H | E |
| ------------------------ | - | - | - | - | - | - | - | - | - | - | - | - |
| ボストン・レッドソックス | 1 | 0 | 0 | 0 | 1 | 0 | 1 | 1 | 0 | 4 | 9 | 0 |
| コロラド・ロッキーズ     | 0 | 0 | 0 | 0 | 0 | 0 | 1 | 2 | 0 | 3 | 7 | 0 |

1. 勝利：ジョン・レスター（1勝）
2. セーブ：ジョナサン・パペルボン（3S）
3. 敗戦：アーロン・クック（1敗）
4. 本塁打
BOS：マイク・ローウェル1号ソロ、ボビー・キールティ1号ソロ
COL：ブラッド・ホープ1号ソロ、ギャレット・アトキンス1号2ラン
5. 審判
［球審］チャック・メリウェザー
［塁審］一塁: マイク・エベリット、二塁: マイク・ライリー、三塁: エド・モンタギュー
［外審］左翼: ラス・ディアス、右翼: テッド・バレット
6. 試合開始時刻: 山岳部夏時間（UTC-6）午後6時30分  試合時間: 3時間35分  観客: 5万41人  気温: 68°F（20°C）
詳細: MLB.com Gameday / ESPN.com / Baseball-Reference.com / Fangraphs

| ボストン・レッドソックス | ボストン・レッドソックス | ボストン・レッドソックス | ボストン・レッドソックス | ボストン・レッドソックス                                                                                                   | コロラド・ロッキーズ | コロラド・ロッキーズ | コロラド・ロッキーズ | コロラド・ロッキーズ | コロラド・ロッキーズ |
| ------------------------ | ------------------------ | ------------------------ | ------------------------ | --- | -------------------- | -------------------- | -------------------- | -------------------- | --- |
| 打順                     | 守備                     | 選手                     | 打席                     | J・レスターJ・バリテックD・オル · ティーズD・ペドロイアM・ローウェルJ・ルーゴM・ラミレスJ・エルズベリーJ・ドリュー（なし） | 打順                 | 守備                 | 選手                 | 打席                 | A・クックY・トレアルバT・ヘルトン松井稼頭央G・アトキンスT・トゥロ · ウィツキーM・ホリデイR・スピルボーグスB・ホープ（なし） |
| 1                        | 中                       | J・エルズベリー          | 左                       | J・レスターJ・バリテックD・オル · ティーズD・ペドロイアM・ローウェルJ・ルーゴM・ラミレスJ・エルズベリーJ・ドリュー（なし） | 1                    | 二                   | 松井稼頭央           | 両                   | A・クックY・トレアルバT・ヘルトン松井稼頭央G・アトキンスT・トゥロ · ウィツキーM・ホリデイR・スピルボーグスB・ホープ（なし） |
| 2                        | 二                       | D・ペドロイア            | 右                       | J・レスターJ・バリテックD・オル · ティーズD・ペドロイアM・ローウェルJ・ルーゴM・ラミレスJ・エルズベリーJ・ドリュー（なし） | 2                    | 遊                   | T・トゥロウィツキー  | 右                   | A・クックY・トレアルバT・ヘルトン松井稼頭央G・アトキンスT・トゥロ · ウィツキーM・ホリデイR・スピルボーグスB・ホープ（なし） |
| 3                        | 一                       | D・オルティーズ          | 左                       | J・レスターJ・バリテックD・オル · ティーズD・ペドロイアM・ローウェルJ・ルーゴM・ラミレスJ・エルズベリーJ・ドリュー（なし） | 3                    | 左                   | M・ホリデイ          | 右                   | A・クックY・トレアルバT・ヘルトン松井稼頭央G・アトキンスT・トゥロ · ウィツキーM・ホリデイR・スピルボーグスB・ホープ（なし） |
| 4                        | 左                       | M・ラミレス              | 右                       | J・レスターJ・バリテックD・オル · ティーズD・ペドロイアM・ローウェルJ・ルーゴM・ラミレスJ・エルズベリーJ・ドリュー（なし） | 4                    | 一                   | T・ヘルトン          | 左                   | A・クックY・トレアルバT・ヘルトン松井稼頭央G・アトキンスT・トゥロ · ウィツキーM・ホリデイR・スピルボーグスB・ホープ（なし） |
| 5                        | 三                       | M・ローウェル            | 右                       | J・レスターJ・バリテックD・オル · ティーズD・ペドロイアM・ローウェルJ・ルーゴM・ラミレスJ・エルズベリーJ・ドリュー（なし） | 5                    | 三                   | G・アトキンス        | 右                   | A・クックY・トレアルバT・ヘルトン松井稼頭央G・アトキンスT・トゥロ · ウィツキーM・ホリデイR・スピルボーグスB・ホープ（なし） |
| 6                        | 右                       | J・ドリュー              | 左                       | J・レスターJ・バリテックD・オル · ティーズD・ペドロイアM・ローウェルJ・ルーゴM・ラミレスJ・エルズベリーJ・ドリュー（なし） | 6                    | 中                   | R・スピルボーグス    | 右                   | A・クックY・トレアルバT・ヘルトン松井稼頭央G・アトキンスT・トゥロ · ウィツキーM・ホリデイR・スピルボーグスB・ホープ（なし） |
| 7                        | 捕                       | J・バリテック            | 両                       | J・レスターJ・バリテックD・オル · ティーズD・ペドロイアM・ローウェルJ・ルーゴM・ラミレスJ・エルズベリーJ・ドリュー（なし） | 7                    | 右                   | B・ホープ            | 左                   | A・クックY・トレアルバT・ヘルトン松井稼頭央G・アトキンスT・トゥロ · ウィツキーM・ホリデイR・スピルボーグスB・ホープ（なし） |
| 8                        | 遊                       | J・ルーゴ                | 右                       | J・レスターJ・バリテックD・オル · ティーズD・ペドロイアM・ローウェルJ・ルーゴM・ラミレスJ・エルズベリーJ・ドリュー（なし） | 8                    | 捕                   | Y・トレアルバ        | 右                   | A・クックY・トレアルバT・ヘルトン松井稼頭央G・アトキンスT・トゥロ · ウィツキーM・ホリデイR・スピルボーグスB・ホープ（なし） |
| 9                        | 投                       | J・レスター              | 左                       | J・レスターJ・バリテックD・オル · ティーズD・ペドロイアM・ローウェルJ・ルーゴM・ラミレスJ・エルズベリーJ・ドリュー（なし） | 9                    | 投                   | A・クック            | 右                   | A・クックY・トレアルバT・ヘルトン松井稼頭央G・アトキンスT・トゥロ · ウィツキーM・ホリデイR・スピルボーグスB・ホープ（なし） |
| 先発投手                 | 先発投手                 | 先発投手                 | 投球                     | J・レスターJ・バリテックD・オル · ティーズD・ペドロイアM・ローウェルJ・ルーゴM・ラミレスJ・エルズベリーJ・ドリュー（なし） | 先発投手             | 先発投手             | 先発投手             | 投球                 | A・クックY・トレアルバT・ヘルトン松井稼頭央G・アトキンスT・トゥロ · ウィツキーM・ホリデイR・スピルボーグスB・ホープ（なし） |
| J・レスター              | J・レスター              | J・レスター              | 左                       | J・レスターJ・バリテックD・オル · ティーズD・ペドロイアM・ローウェルJ・ルーゴM・ラミレスJ・エルズベリーJ・ドリュー（なし） | A・クック            | A・クック            | A・クック            | 右                   | A・クックY・トレアルバT・ヘルトン松井稼頭央G・アトキンスT・トゥロ · ウィツキーM・ホリデイR・スピルボーグスB・ホープ（なし） |